# Casabermeja
Casabermeja è un comune spagnolo di 2 935 abitanti situato nella comunità autonoma dell'Andalusia.

## Geografia fisica
Il comune è attraversato dal fiume Guadalmedina.